# Comissura palpebral
Una comissura palpebral o cant és qualsevol de les cantonades on les parpelles superior i inferior es troben. Més concretament, les comissures palpebrals interna i externa són, respectivament, els extrems/angles medial i lateral de la fissura palpebral.
El pla bicantal és el pla transversal que uneix ambdós cants i defineix el límit superior de la part mitjana de la cara.